# Shuilin
Shuilin (chinesisch 水林鄉, Pinyin Shuǐlín Xiāng) ist eine Landgemeinde im Landkreis Yunlin in der Republik China (Taiwan).

## Lage und Klima
Shulin liegt im Südwesten des Landkreises Yunlin in der Jianan-Ebene. Das Terrain ist flach und die Höhe über dem Meeresspiegel nimmt leicht von Süden nach Norden hin zu. Die natürliche Südgrenze wird vom Beigang-Fluss oder Beigang Xi (北港溪,  Běigǎng Xī) gebildet, der in diesem Abschnitt zugleich auch die Grenze zum südlichen Landkreis Chiayi bildet. Die benachbarten Gemeinden sind Kouhu im Westen, Sihu im Norden, Beigang im Osten, sowie (im Landkreis Chiayi) Dongshi im Südwesten und Liujiao im Süden.
Der Jahresniederschlag liegt zwischen 1000 und 1500 mm und konzentriert sich auf die Sommermonate. Das Klima ist subtropisch-warm und maritim beeinflusst, mit einer Jahresmitteltemperatur von 22,9 °C. Die heißesten Monate sind Juni bis August und die kältesten Dezember bis Februar, wobei die jahreszeitlichen Temperaturschwankungen nicht sehr groß sind.

## Geschichte
Ein älterer chinesischer Name von Shuilin ist Shuicanlin (水燦林, „heller Wasserwald“). Durch die damalige japanische Verwaltung wurde der Ortsname nach 1895 in 水漆林, chin. Shuiqilin, transkribiert, nach der japanischen Bezeichnung für das an der Küste Taiwans wachsendes Brennnesselgewächs Dendrocnide meyeniana. Im Jahr 1920 verkürzte die japanische Verwaltung den Namen auf zwei Schriftzeichen zu Shuilin („Wasserwald“).
Die ersten chinesischen Siedler kamen nach 1683, vorwiegend aus der Gegend um Zhangzhou und Quanzhou in der Provinz Fujian ins Land. Ab 1720 gehörte das Gebiet administrativ zum Landkreis Zhuluo und ab 1888 zum neu gebildeten Landkreis Yunlin. Zur Zeit der japanischen Herrschaft über Taiwan (1895–1945) erfolgte eine Reihe von Verwaltungsreformen, bis im Jahr 1920 das Dorf (庄,  Zhuāng) Shuilin gebildet wurde. Daraus wurde nach der Übernahme Taiwans durch die Republik China im Jahr 1945 die Landgemeinde (鄉,  Xiāng) Shuilin, anfänglich im Landkreis Tainan und ab 1950 im wieder neu eingerichteten Landkreis Yunlin.

## Bevölkerung
Die Bevölkerungsmehrheit bilden Hoklo. Angehörige indigener Völker machen nur einen sehr geringen Anteil aus (Ende 2019 60 Personen, entsprechend etwa 0,2 %).
| Gliederung von Shuilin |
|                        |

## Verwaltungsgliederung

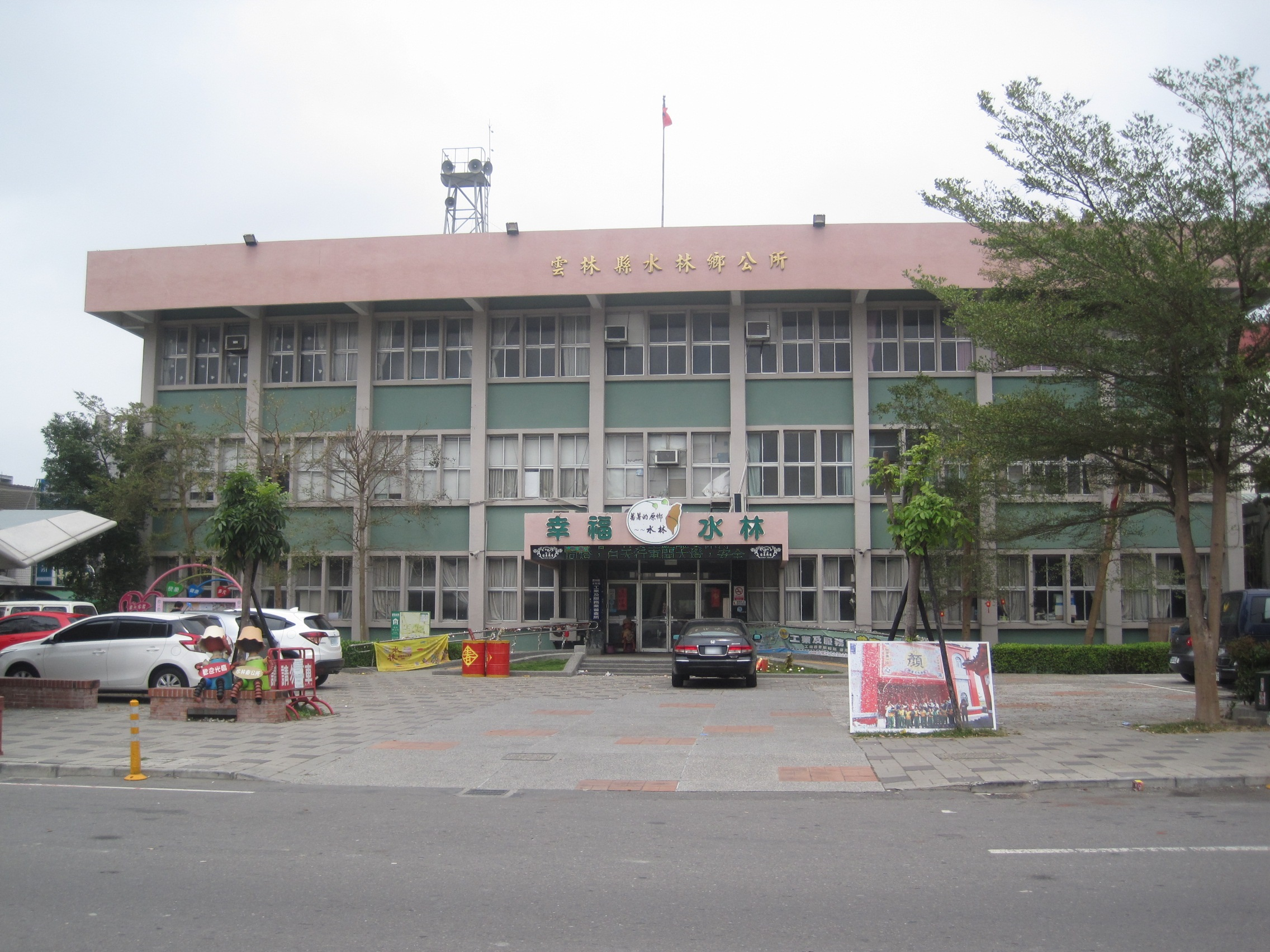
Gemeindebüro von Shuilin

Shuilin ist in 24 Dörfer (村,  Cūn) gegliedert:
1 Suqin (蘇秦村)

2 Chegang (車港村)

3 Xijing (西井村)

4 Chunpu (春埔村)

5 Wandong (灣東村)

6 Wanxi (灣西村)

7 Wanxing (萬興村)

8 Shuibei (水北村)

9 Tucuo (土厝村)

10 Xiqi (溪墘村)

11 Haipu (海埔村)

12 Shuinan (水南村)

13 Jianshan (尖山村)

14 Dagou (大溝村)

15 Shunxing (順興村)

16 Dashan (大山村)

17 Houliao (後寮村)

18 Fanshu (蕃薯村)

19 Shanjiao (山腳村)

20 Songbei (松北村)

21 Songzhong (松中村)

22 Songxi (松西村)

23 Jiupu  (欍埔村)

24 Wendi (塭底村)

## Verkehr

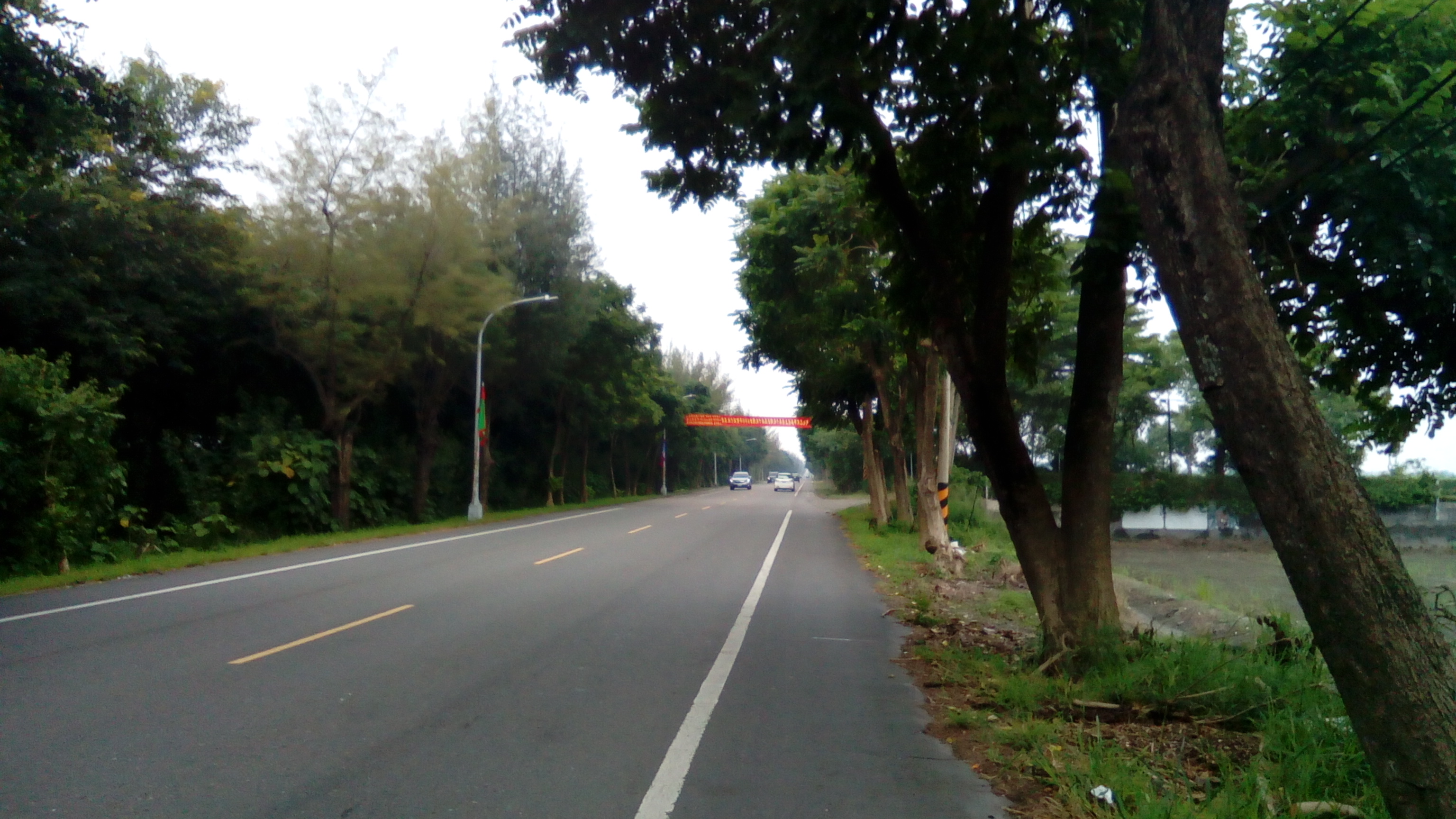
Kreisstraße 164

Durch Shuilin führen zwei Kreisstraßen in West-Ost-Richtung: im Norden die Kreisstraße 155 und im Süden die Kreisstraße 164. Letztere ist abschnittsweise alleeartig mit alten Bäumen gesäumt (水林綠色隧道 – „Grüner Shuilin-Tunnel“). Im Westen läuft die Provinzstraße 61 und im Osten die Provinzstraße 19 in Nord-Süd-Richtung an Shuilin vorbei.

## Wirtschaft
Es dominiert die Landwirtschaft. Ein überregional bekanntes Produkt Shuilins sind Süßkartoffeln.

## Besonderheiten und Tourismus
Shuilin liegt abseits der touristischen Zentren des Landkreises Yunlin und hat vor allem Bedeutung als Durchgangsstation für die Nachbargemeinde Beigang.